# Dataföreningen i Sverige
Dataföreningen i Sverige (DF) är en intressedriven oberoende ideell förening för alla som arbetar med IT eller IT-relaterade uppgifter. Föreningen har 19000 medlemmar (2012) och finns över hela Sverige. Föreningen är indelad i sex geografiska kretsar verkar under devisen för IT i Sverige, Kunskap och kontakter
Under ett år arrangerar aktiviteter, som till exempel nätverksträffar, studiebesök, konferenser, mässor och sociala träffar. 
Föreningen verkar också för en sund IT-utveckling i samhället genom att delta i debatten, svara på remisser, initiera viktiga frågor m.m. Dataföreningen har till exempel drivit frågan om IT-klyftan i e-samhället och fått gehör i riksdagen för behovet av en folkbildningsinsats.
Föreningen har två dotterbolag, DF Certifiering AB som utvecklar och tillhandahåller certifieringar inom IT-professionen och DF Kompetens som arrangerar utbildningar inom IT.